# Franziskaner
Franziskaner es un fabricante de cerveza fundado en 1363 en Múnich, Alemania. Se caracteriza principalmente por la elaboración tradicional de cerveza de trigo —Weißbier, en alemán— y forma parte del grupo Spaten-Franziskaner-Brau GmbH. Franziskaner existe como una marca registrada y se elabora en Löwenbräu en Múnich.

## Historia

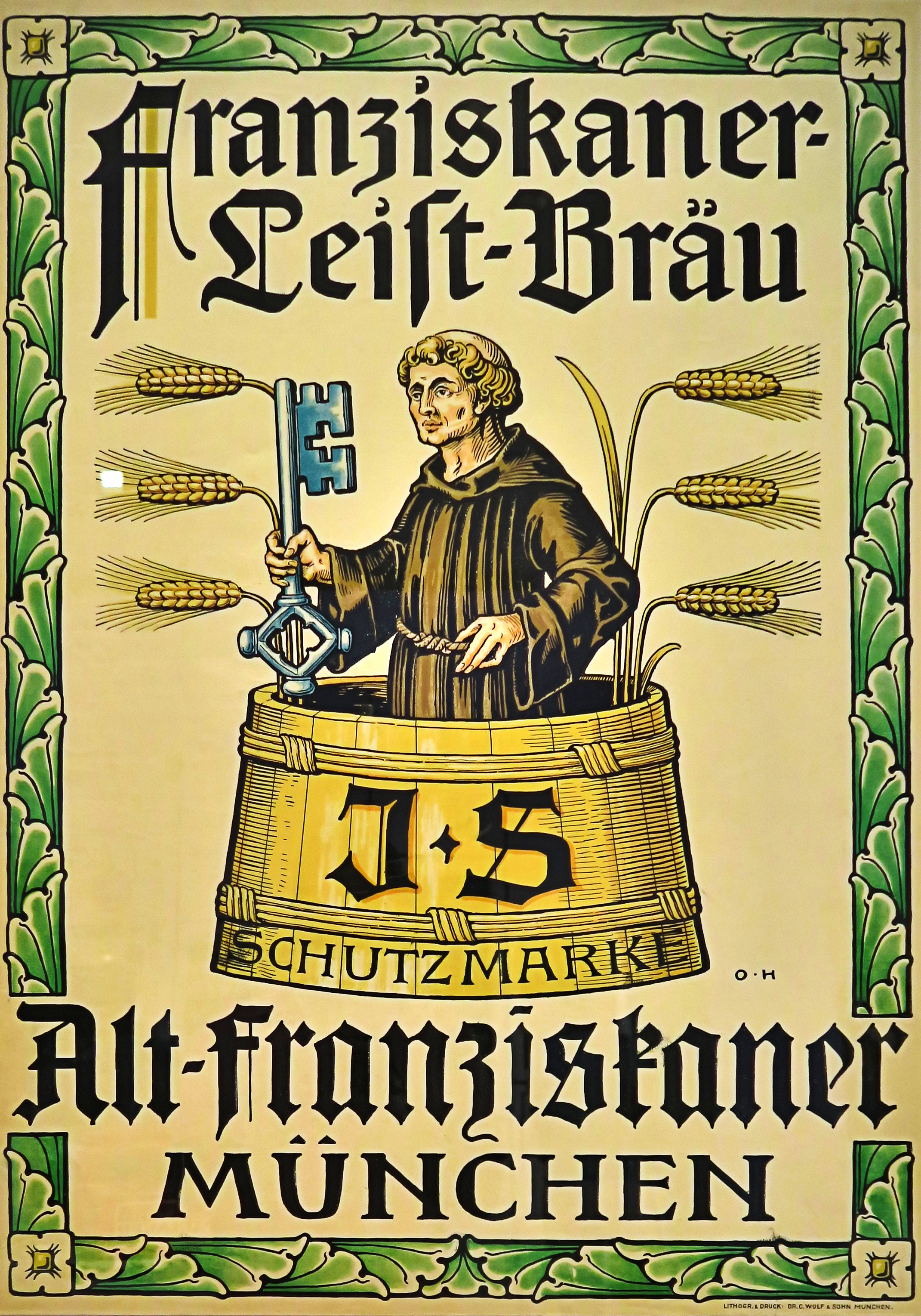
Cartel de Franziskaner realizado por Otto Hupp en 1900.

Franziskaner se fundó en 1363 con el nombre de «Bräustatt Bey den Franziskanern», convirtiéndose en la primera fábrica de cerveza civil en el distrito de la Residencia de Múnich. El nombre proviene del convento de la orden franciscana.
En 1841 la fábrica de cerveza se trasladó a la localidad muniquesa de Au. En 1858 Joseph Sedlmayr, propietario de la Leist-Brauerei y su hijo Gabriel, dueño de Spatenbräu, se convierten en copropietario de Franziskaner, después de completar las adquisiciones tres años más tarde. En 1865 la producción de Leist-Brauerei fue detenida por la continuación de la producción de la fábrica de cerveza sólo en Au.
En 1872, por primera vez, se sirve una cerveza de Franziskaner durante la Oktoberfest: era el Ur-Marzen, una cerveza de color ámbar elaborada de acuerdo con el estilo vienés. En 1909 la fábrica de cerveza se convirtió en una sociedad anónima. En 1922 la fábrica de cerveza fue finalmente fusionada con Spaten propiedad del hermano Gabriel Sedlmayr, que fluye en la nueva sociedad Gabriel und Joseph Sedlmayr Spaten-Franziskaner-Leistbräu AG, con el objetivo de crear sinergias entre los dos fabricantes de cerveza. En 1935 el artista de Múnich Ludwig Hohlwein diseñó el logotipo del fraile franciscano, aún presentes en las botellas.

## Productos
La cerveza más conocida de Franziskaner es la cerveza de trigo, que se comercializa cada vez más desde mediados de la década de 1970 y ha estado creciendo desde entonces. La cerveza de trigo es una cerveza de fermentación superior; Incluso a finales de la Edad Media, fueron los príncipes bávaros quienes desarrollaron y cultivaron esta especialidad en sus cervecerías cortesanas. Durante mucho tiempo, la cerveza de trigo fue su privilegio, que estaba estrechamente vigilado. Las materias primas son malta de trigo, malta de cebada, lúpulo, levadura fermentada y agua para elaboración. 
Las cervezas franciscanas son: 
- Cerveza de trigo con levadura ligera (contenido de alcohol 5.0% vol., Contenido original de mosto 11.8%, valor nutricional 190 kJ / 100 ml o 46 kcal / 100 ml);
- Levadura cerveza de trigo oscura (contenido de alcohol 5.0% vol., Contenido original de mosto 11.8%, valor nutricional 190 kJ / 100 ml o 46 kcal / 100 ml);
- Cerveza de trigo cristalina (contenido de alcohol 5.0% vol., Contenido original de mosto 11.8%, valor nutricional 190 kJ / 100 ml o 46 kcal / 100 ml);
- Cerveza de trigo con levadura ligera (contenido de alcohol 2.9% vol., Contenido original de mosto 7.5%, valor nutricional 104 kJ / 100 ml o 25 kcal / 100 ml);
- Cerveza de trigo con levadura no alcohólica (contenido de alcohol 0.5% vol., Gravedad original 6.2%, valor nutricional 99 kJ / 100 ml o 23 kcal / 100 ml); Levadura Weissbier Royal (contenido de alcohol 6.0% vol.,
- Cerveza blanca vintage, solo disponible en temporada); Kellerbier, (contenido de alcohol 5.2% vol., Valor nutricional 178 kJ / 100 ml)